# Mto wa Mbu

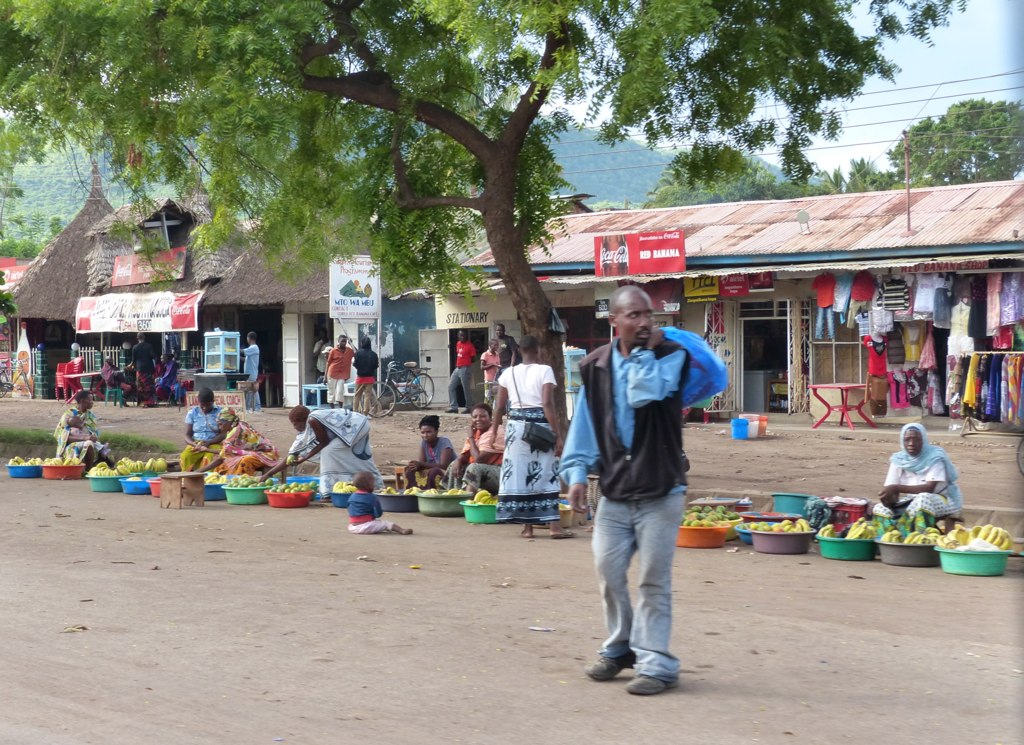
Huvudgatan

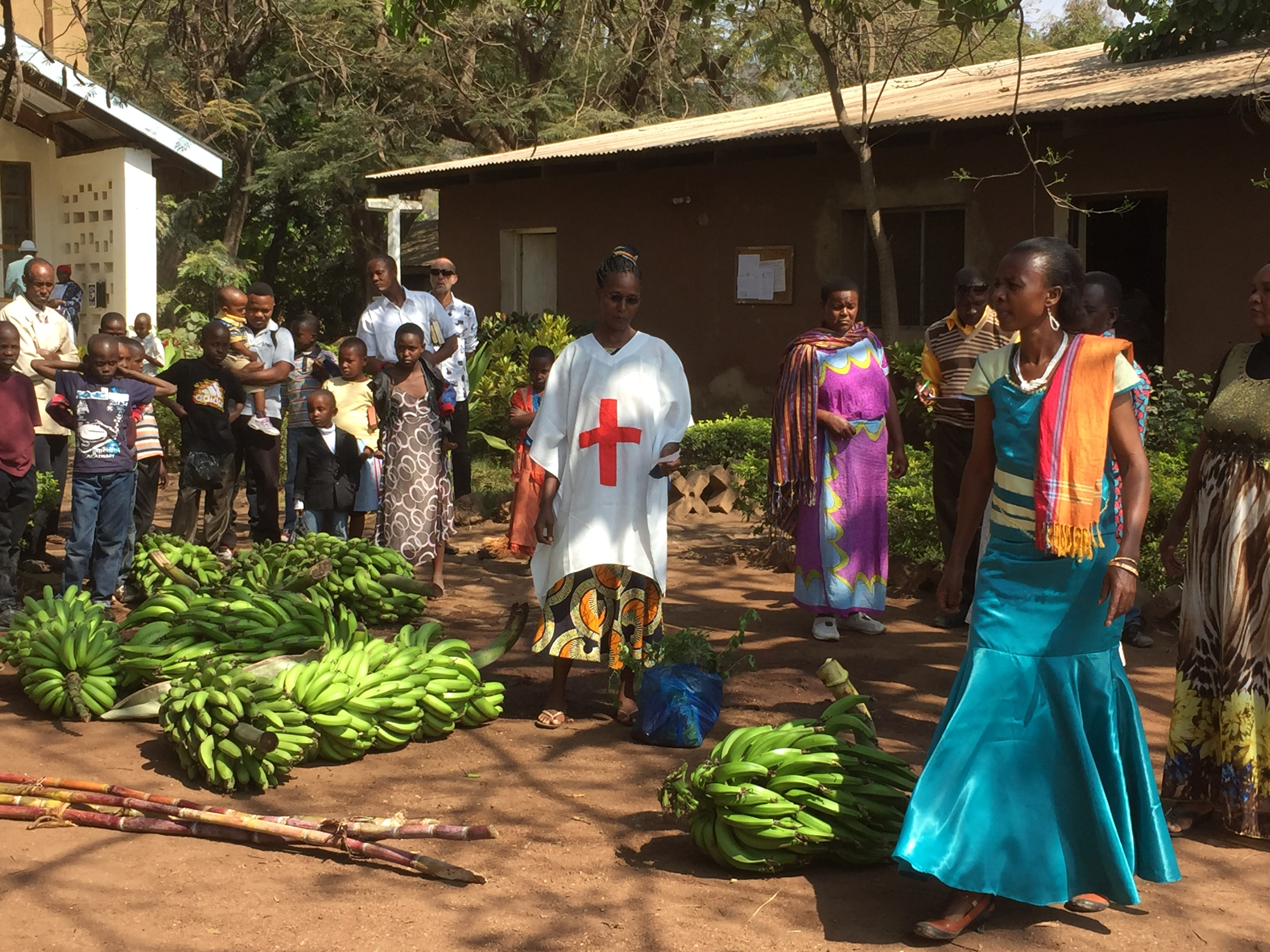
Efter gudstjänsten auktioneras allt från sockerrör & bananer till tuppar ut.

Mto wa Mbu är en administrativ del av Monduli-distriktet i Arusha-regionen i Tanzania. Den hade år 2012 ett invånarantal av ungefär 11 400 personer. 
Namnet betyder 'Myggån'.